# Blauschwanztrogon

Verbreitungsgebiet des Blauschwanztrogons

Der Blauschwanztrogon (Trogon comptus) ist eine Vogelart aus der Familie der Trogone (Trogonidae).
Der Vogel ist Subendemit in Kolumbien und kommt angrenzend im Nordwesten Ecuadors vor.
Der Lebensraum umfasst feuchte Wälder, Waldränder auf der Pazifikseite bis 1800, bevorzugt von 300 bis 800 m Höhe.
Der Artzusatz kommt von lateinisch comptus ‚geschmückt‘.

## Merkmale
Die Art ist 28–33 cm groß und wiegt etwa 104 g. Das Männchen hat einen gelben Schnabel, eine weiße Iris, auch der Augenring ist hell, Gesicht und Kehle sind schwärzlich, Scheitel bis Rücken und Brust sind grün, leicht bläulich überhaucht, Bürzel und Schwanz sind purpurfarben, der Schwanz hat breite schwarze Spitzen. Die Flügelspiegel und Schulterregion sind fein weiß marmoriert und sehen silbrig aus. Die Unterseite ist vom Bauch bis zur Unterschwanzdecke rot, die Schwanzunterseite schieferfarben.
Weibchen haben einen grauen Oberschnabel, sind grau am Kopf, der Oberseite, den Flügeln und dem Schwanz.
Die Art unterscheidet sich vom Schieferschwanztrogon (Trogon massena) durch geringere Größe, kürzeren Schwanz, durch die Schnabel- und Augenfarbe, durch den bläulichen bis grünen Schimmer beim Männchen, durch die dunklere graue Brust, die weiße Iris und den gelben Unterschnabel beim Weibchen.

## Geografische Variation
Die Art ist monotypisch.

## Stimme
Der Gesang wird als langsame Wiederholung von 7 bis 15 „cow“-Lauten beschrieben,
sehr ähnlich dem des Schwarzschwanztrogons (Trogon melanurus), aber etwas tiefer und mit mehr Abständen zwischen den Lauten, auch als mindestens viermalige Wiederholung von "kwaa-kwaa-kwaa-kwaa", ähnlich wie beim Sperberschwanztrogon (Trogon clathratus). Der Ruf ist ein schnelles „krr-krr-krr“ oder eher tiefes Rasseln.

## Lebensweise
Die Art ist vermutlich ein Standvogel. Die Nahrung besteht wohl aus Früchten und Gliederfüßern.
Die Brutzeit liegt im März, zur Balzzeit singen die Männchen in kleinen Gruppen, weitere Informationen liegen nicht vor.

## Gefährdungssituation
Der Bestand gilt als „nicht gefährdet“ (Least Concern).